# Perdita medialis
Perdita medialis är en biart som beskrevs av Timberlake 1977. Perdita medialis ingår i släktet Perdita och familjen grävbin. Inga underarter finns listade i Catalogue of Life.